# Tadahiro Nomura
Tadahiro Nomura (Kōryō, 10 dicembre 1974) è un judoka giapponese.
È uno dei più grandi judoka a livello mondiale nella categoria 60 kg. Ha conquistato 3 medaglie d'oro alle Olimpiadi, record che condivide con il francese Teddy Riner.

## Palmarès
- Olimpiadi
  -  Oro ad Atene 2004
  -  Oro a Sydney 2000
  -  Oro a Atlanta 1996
- Campionati del Mondo
  - Oro a Parigi nel 1997
  - Bronzo a Ōsaka nel 2003